# Daisuke Saito
Daisuke Saito (斎藤 大輔?, Saito Daisuke; Nagoya, 19 novembre 1974) è un ex calciatore giapponese, di ruolo difensore.